# Nyctophilus holtorum
Nyctophilus holtorum és una espècie de ratpenat de la família dels vespertiliònids. És endèmic del cantó sud-sud-oest d'Austràlia Occidental.
Anteriorment era confós amb el ratpenat orellut de Gould (N. gouldi), però un estudi del 2021 el descrigué com a espècie a part. S'assembla molt a N. gouldi, però difereixen genèticament i l'anterior del seu neurocrani és més inflat lateralment. A més a més, el crani és més curt en general. És simpàtric amb N. major i N. geoffroyi.
Té una distribució molt restringida, possiblement la més restringida de qualsevol vespertiliònid australià. El seu hàbitat principal són els boscos alts de Corymbia calophylla i caoba vermella amb un sotabosc espès i ple de matolls. Els hàbitats estan amenaçats per la destrucció d'hàbitats a gran escala, la major freqüència i intensitat dels incendis forestals i una tendència cada cop més forta a la sequera com a resultat del canvi climàtic. Un espècimen fou recollit al Wheatbelt, una àrea que des d'aleshores ha perdut gairebé tota la vegetació nadiua, cosa que fa pensar que l'espècie probablement ja ha vist reduïda la seva distribució a causa de la conversió del seu hàbitat. Dels 26 registres de localitats, només 6 daten de després del 1999. Aquestes sis es concentren a les regions del Jarrah Forest i de Warren. Els científics han proposat com a mínim una qualificació d'«espècie vulnerable» segons els criteris de la Llista Vermella de la UICN.
Fou anomenat en honor dels difunts Dr. John Holt i Sra. Mary Holt, pel seu suport a la conservació de la biodiversitat d'Austràlia.